# AV Raeto-Bavaria Innsbruck
Die Akademische Verbindung Raeto-Bavaria ist eine katholische Studentenverbindung des Österreichischen Cartellverbands aus Innsbruck. Das Schlagen von Mensuren wird strikt abgelehnt. Die AV Raeto-Bavaria versteht sich selbst als eine Gemeinschaft aktiver Katholiken, die sich der Kirche, dem Vaterland und der Wissenschaft verpflichtet fühlen und miteinander in besonderer Weise lebenslange Freundschaft pflegen.

## Gründung
Auf einem Burschenconvent der KÖHV Leopoldina Innsbruck am 19. Juni 1908 wurde die Gründung einer dritten ICV-Verbindung beschlossen und drei aktive Burschen sowie ein Inaktiver beauftragt, die Gründung vorzubereiten. Am 1. Juli 1908 fand der erste vorbereitende Convent statt. Es wurden der Name „Raeto-Bavaria“ und der Wahlspruch „Viel Feind - Viel Ehr“ gewählt. Weiters wurden als Burschenfarben „Hochrot-Weiß-Hellblau“, als Fuchsenfarben „Weiß-Hellblau“ und als Kopfbedeckung hochrote Mützen mit weißem Vorstoß bestimmt.
Der Name wurde gewählt nach dem Namen der ältesten Bewohner des Landes: Räter und Bajuwaren. Der Wahlspruch stammt vom Landsknechtführer Georg von Frundsberg aus Schwaz. Die Burschenfarben wurden von den Landesfarben von Tirol, Vorarlberg und Bayern genommen.
Die AV Raeto-Bavaria hat Nummer 13 in der Reihenfolge der österreichischen Cartellverbindungen und hatte Nummer 64 vor der Spaltung von CV und ÖCV.

## Beteiligung am Akademischen Kulturkampf
Im Wintersemester 1912/13 kam es zu einem aufsehenerregenden Vorfall: Max Ghezze, ein aktiver Bursche der Raeto-Bavaria, starb an den Folgen eines Raufhandels mit Mitgliedern des Corps Gothia. Am 9. November 1912 fand in Innsbruck das Begräbnis statt, an dem etwa 10.000 Personen teilnahmen oder die Straßen flankierten. Der Rektor und die Dekane der theologischen und medizinischen Fakultät sowie hohe Persönlichkeiten des Landes und der Stadt nahmen an der Beerdigung teil. Der Tod von Max Ghezze gilt als einer der Höhepunkte des Akademischen Kulturkampfes zwischen schlagenden und konfessionellen Verbindungen in Österreich vor dem Ersten Weltkrieg. Dabei kam es immer wieder zu Zusammenstößen, tödliche Zwischenfälle waren jedoch sehr selten.

## Bekannte Mitglieder
- Max Ghezze (1889–1912), kam während des Akademischen Kulturkampfes um
- Andreas Khol (* 1941), ehemaliger Nationalratspräsident
- Guntram Lins (1938–2020), Rechtsanwalt und Politiker, ehemaliger Landesrat in Vorarlberg
- Herwig van Staa (* 1942), Bandphilister h. c. (1991), ehemaliger Landeshauptmann von Tirol
- Reinhold Stecher  (1921–2013), Altbischof der Diözese Innsbruck
- Wendelin Weingartner (* 1937), ehemaliger Landeshauptmann von Tirol
- Emil Schneider  (1883–1961), ehemaliger österreichischer Unterrichtsminister, Gründer der Verbindung
- Ignaz Mitterer  (1850–1924), Ehrenmitglied, österreichischer Kirchenmusiker
- Karl Stoss (* 1956), Generaldirektor Casinos Austria AG
- Michael Mayr  (1864–1922), Bandphilister h. c. (1908), österreichischer Politiker, Historiker
- Richard Wollek (1874–1940), Bandphilister h. c. (1908), österreichischer Politiker
- Heinrich Gleißner (1893–1984), Bandphilister, ehemaliger Landeshauptmann von Oberösterreich
- Ämilian Schöpfer (1858–1936), Ehrenmitglied (1908), katholischer Priester, Politiker, Gründer des Tyrolia Verlages
- Thomas Winsauer (* 1979), Landtagsabgeordneter Vorarlberg

(Quelle unter)